# 한국광고주협회
한국광고주협회는 광고활동의 질적 향상 및 합리화를 통한 광고산업 발전 도모, 기업문화 창달을 목적으로 1988년 9월 30일 설립된 대한민국 문화체육관광부 소관의 사단법인이다. 사무실은 서울특별시 송파구 올림픽로35길 137, 한국광고문화회관 5층에 있다.

## 주요 사업
- 광고의 질적 수준 향상을 위한 조사연구
- 언론매체별 발행부수 및 시청률 조사를 통한 광고환경 개선사업
- 광고내용의 자율규제를 통한 광고윤리 정립 사업

## 같이 보기
- 한국광고주대회